# Beöthy László (író)

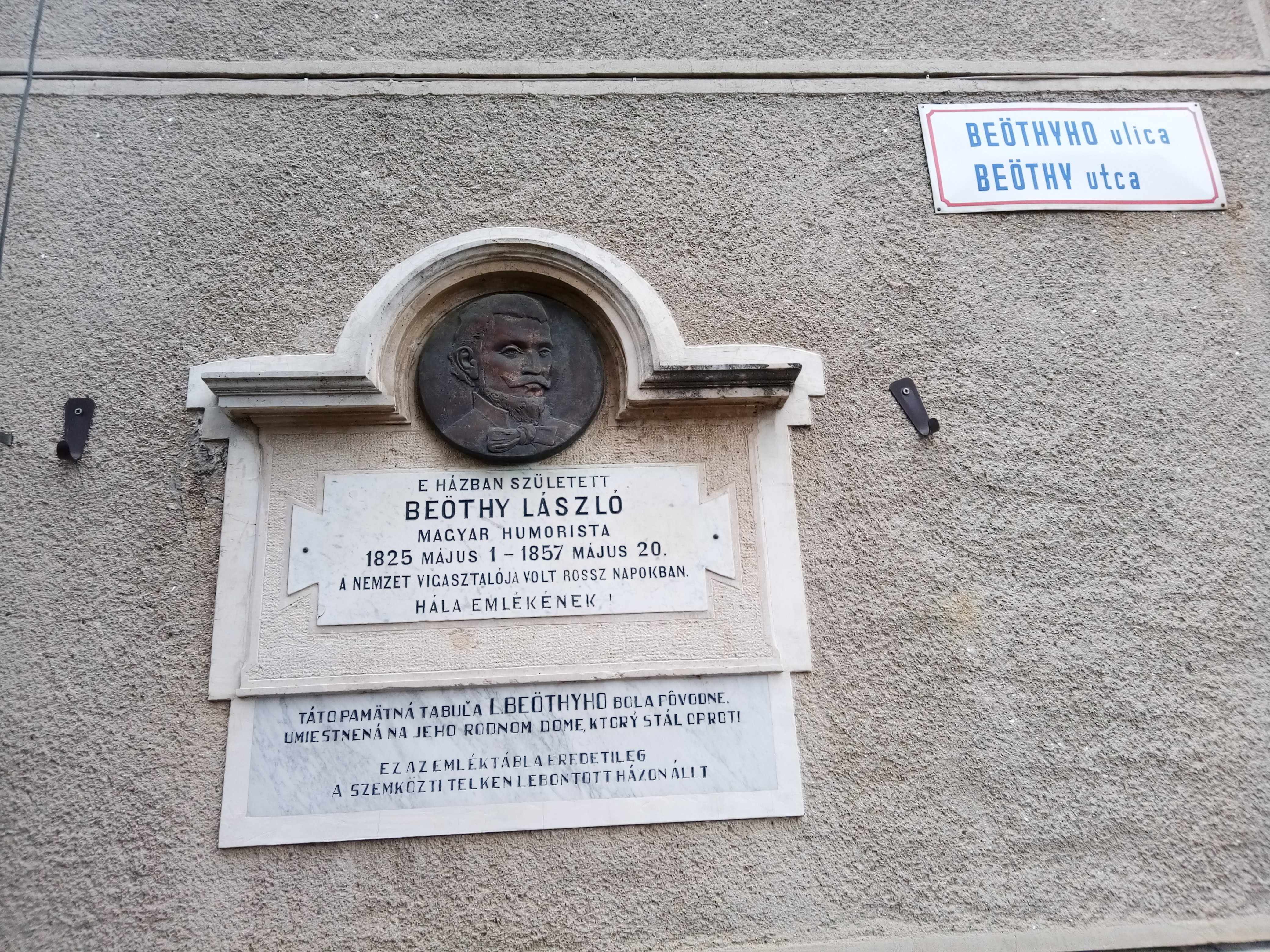
Emléktáblája a róla elnevezett észak-komáromi utcában

Beöthy László (Komárom, 1826. május 1. – Pest, 1857. május 20.)  író, humorista.

## Családja
Édesapja, Beöthy Gáspár, Léván született, de apjával együtt Komáromba költözött, ahol gabonakereskedéssel foglalkozott. 1815-ben vette feleségül nemes Kovács Katalint, Kovács Ferenc Veszprém vármegye főmérnöke, dégi uradalmi jószágigazgató és Felső-eőri Eőry Julianna leányát. Házasságukból született Zsigmond, Károly, László és Gáspár (? – Lőrinte, 1856). A házaspárnak született két lánya is, akik fiatalon meghaltak; Zsófia és Terézia.

## Életpályája
A középiskola latin osztályait Komáromban a református kollégiumban végezte. Ezután szülei Pozsonyba adták őt a német nyelv tanulása végett, ahol a katolikus gimnáziumban kezdte az iskolai évfolyamot, de csakhamar az evangélikus líceumba ment át. Két évig Pápán folytatta tanulmányait, majd a kecskeméti református főiskolában végezte jogi tanulmányainak utolsó évét. 1847-ben visszatért Komáromba, ahol Asztalos István ügyvédnél végzett jogi gyakorlatot.
1848-ban a megye őt küldte másodmagával Erdélybe, hogy a két ország egyesülése tárgyában működjék. Küldetésének végeztével hazatért és a komáromi önkéntesekkel részt vett a schwechati csatában; ezután honvéddé lett és mint hadbíró főhadnagy kapitulált Komáromban. A szabadságharc után egy ideig színészkedett, de már 1850. év nyarán búcsút vett Szombathelyen társaitól; Komáromba húzódott meg szüleinél és az év végén Pestre költözött és ettől fogva kizárólag az irodalomnak élt. Évenként többször is ellátogatott Komáromba, hol édesanyjánál, kit igen szeretett, a világgal meghasonlott kedélye megnyugodott. 

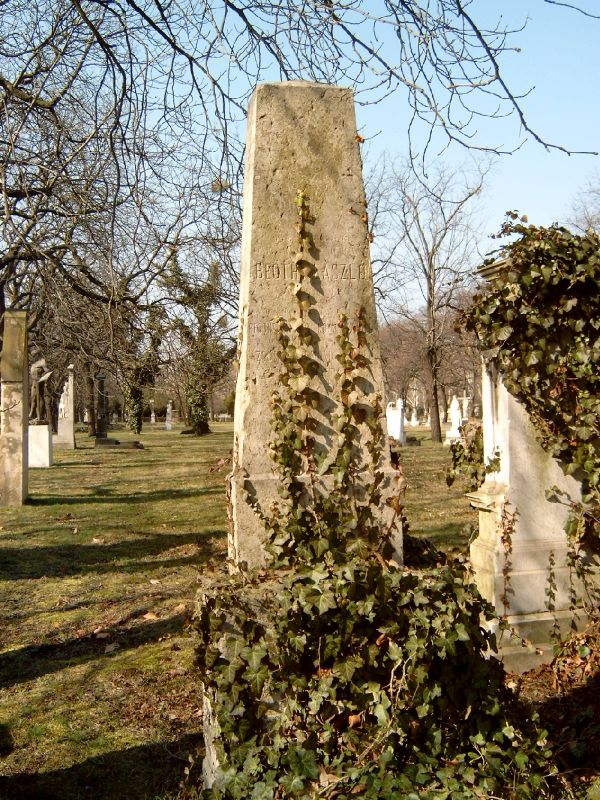
Beöthy László sírja Budapesten. Kerepesi temető: 29/1-1-3, a Gerenday cég alkotása

Első dolgozatai, fordításai, humoros rajzai még a negyvenes évek szépirodalmi lapjaiban, a Pesti Divatlapban, a Honderűben, az Életképekben jelentek meg; első önálló kötetét: Hajnalka, szorgalmas növendék leánykák számára, 1846-ban bocsátotta közre. Nagyobb figyelmet 1849 végén Miss Fanny című novellája keltett a Hölgyfutárban, amely lapnak ettől fogva egész haláláig rendes munkatársa volt; egyéb lapokba és évkönyvekbe is dolgozott; maga is szerkesztett egy Romemlékek című albumot, 1851-ben. A társaságban és az irodalomban egyaránt rendkívüli szellemes, humoros temperamentum volt és szellemességének mély kedély és ritka szeretetreméltóság volt a forrása; ő volt az ötvenes évek ifjú irodalmának egyik legnépszerűbb alakja, akinek bohó ötletekben gazdag munkáin sokat kacagott a közönség. Többnyire humoreszkeket és humoros novellákat, regényeket írt, amelyek irodalmi munkásságának rövid ideje alatt gyors egymásutánban jelentek meg. Özvegy és proletár című vígjátékát 1856-ban a Nemzeti Színházban adták elő. Válogatott műveit a szerző halála után bátyja, Beöthy Zsigmond adta ki 3 kötetben, életrajzzal és arcképpel 1859-ben. E nagy termékenység és belső meghasonlása volt oka annak, hogy kiváló tehetsége dacára nem hagyott hátra maradandóbb alkotásokat; nem is forrhatta ki magát kora halála miatt.

## Munkái
- Hajnalka. Szorgalmas növendék lánykák számára. Kecskemét, 1846
- Natalie. Angol regény Cavanagh grófnőtől. Pest, 1852, fordítás (Sükei Károllyal. Európa. Külföldi regénytár 1–2.)
- Puncs. Komárom, 1853–1855, három kötet (1. kötet, 2. kiadás. uo., 1853, ism. Pesti Napló, 1854, 16. sz.)
- Nesze semmi, fogd meg jól. Pest, 1854 (ism. P. Napló 55. sz.)
- Beszélyek. uo., 1855
- Laczi konyha. uo., 1855 (többek közreműködésével)
- Ördög naplója. Humorisztikus naptár 1856-ra. uo., 1856
- 101 Cholera-csepp!! Uo., 1856 (2. bőv. remény feletti kiadás, uo., 1856)
- Beőthy László mint pesti arszlán, vagyis: Díszes társalkodó. Uo., 1856
- A ki vesz, annak lesz! Humorisztikus naptár 1857-re. Uo., 1857
- Comédia és tragoedia. Novella. Uo., 1857 (Hazai Beszély- és Regénytár 2.)
- A puszták fia. Regény. Uo., 1857
- Novellák. Uo., 1857, két kötet (Hazai Beszély- és Regénytár 7. 8.)
- «A kék macskához.» Goldbach és com. fűszerkereskedése. Uo., 1858, két kötet (Regény. Ism. Bud. Hirlap 186. sz., 2. kiadás, Összes művei I. kötet. Nemzeti könyvtár XXIV. Bpest, 1883)
- Válogatott művei. Uo., 1859, három kötet (Kiadta bátyja, Beöthy Zsigmond, a szerző életrajzával és arcképével. Ismertette a Hölgyfutár 71. sz.)
- Szerkesztette a Romemlékek albumot (Pest, 1851. Ism. Pesti Napló 519. sz.)
- Özvegy és proletár c. vígj. 1 felv. Először előadták a pesti nemzeti színházban 1856. július 28. és a budai színpadon 1864. szeptember 2. (Ism. Kakas Márton, Vasárnapi Ujság, 1856, 31. sz. Salamon Ferenc a Budai Hirlapban 179. sz. M. Sajtó 178. sz. P. Napló 366. sz. és Greguss Á., Tanulmányai II. 99. l.)
- 1855. augusztus Bohócz címen folyóiratot akart megindítani, de ez csak terv maradt.
- Három leány, három csók c. beszélyét a bécsi Szvetovid tót lap közölte fordításban. Zoltán öcsém könyve c. alatt egy igen mulattató gyermekkönyvet fejezett be 1854-ben (elveszett).
- Még az 1840-es években jelentek meg tőle a szépirodalmi lapokban apróbb dolgozatok, fordítások és humoros rajzok, de többnyire névtelenül vagy álnév alatt; így: Katalin estélye, humoreszk (melyet a szerkesztő megdicsért), Karolina, ered. beszély és Egy bál, humoreszk, mind a három Laczi aláirással a Pesti Divatlapban (1845–47.); neve alatt írt a Honderűbe (1846–47.), Életképekbe (1848. II. 5. sz.) és a Pesti Divatlapba (1848. 7. 28. sz. Bőti László aláírással). Miss Fanny című novellája, amely a Hölgyfutárban jelent meg 1849 végén, figyelmet keltett és ettől fogva rendes munkatársa volt e lapnak haláláig. Még a következő lapokban és évkönyvekben jelentek meg humorisztikus novellái és humoreszkjei: Pesti Napló (1852. 620. sz.), Szépirodalmi Lapok (1853), Müller Gyula Nagy Naptára (1854–57), Családi Lapok (1853), Délibáb (1855), Nővilág (1857) és Müller Gyula Nagy Naptára (1854–55); a Győri Közlöny (1858. 1. sz.) közölte Obsitos címen hátrahagyott humoreszkjét; Menyasszony c. hátrahagyott regénye az Ország-Világban (1881) jelent meg, melyhez unokaöccse, Beöthy Zsolt írt előszót.